# Jacques Besnard
Jacques Besnard (Le Petit-Quevilly, França, 15 de Julho de 1929), é um cineasta francês.

## Filmografia parcial
- 1966 : Le grand restaurant com Louis de Funès
- 1967 : Estouffade à la Caraïbe, com Jean Seberg e Serge Gainsbourg
- 1967 : Le Fou du labo 4, com Jean Lefebvre
- 1972 : La Belle Affaire com Michel Serrault
- 1974 : C'est pas parce qu'on a rien à dire qu'il faut fermer sa gueule, com Bernard Blier, Michel Serrault e Jean Lefebvre
- 1975 : La situation est grave... mais pas désespérée, com Michel Serrault e Jean Lefebvre
- 1976 : Le Jour de gloire, com Jean Lefebvre
- 1976 : Et si tu n'en veux pas como Jacques Treyens
- 1978 : Général...nous voila!
- 1982 : Te marre pas ... c'est pour rire !, com Michel Galabru e Aldo Maccione
- 1984 : Allo Béatrice (TV)
- 1985 : Hôtel de police (TV)
- 1988 : La Belle Anglaise (TV)
- 1990 : Le Retour d'Arsène Lupin (1 episódio)
- 1992 : Feu Adrien Muset (TV), com Jean Lefebvre
- 1994 : Avanti (TV)